# Nikolauskapelle (Frankfurt-Bergen)

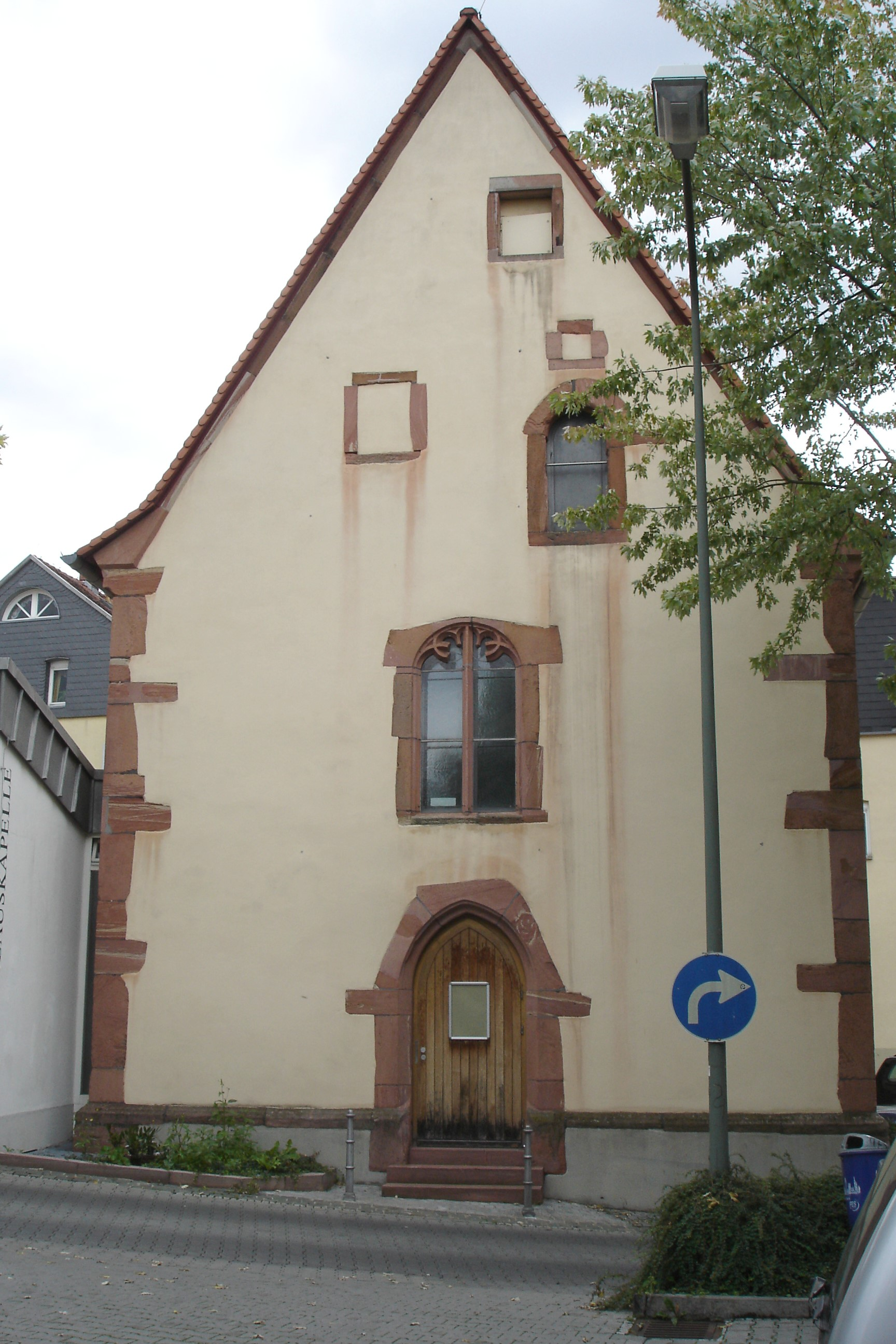
Nikolauskapelle

Die Nikolauskapelle ist ein spätgotisches ehemaliges Gotteshaus und ein hessisches Kulturdenkmal in Bergen-Enkheim, einem Stadtteil von Frankfurt am Main.

## Entstehung und Entwicklung
Die Nikolauskapelle wurde im Jahr 1524 von Zisterzienser-Mönchen des Klosters Haina im Ortskern von Bergen errichtet. Bereits nach zwei Jahren wurde das Gotteshaus im Zuge der Reformation im Jahr 1526 profaniert. Aus dem Jahr 1829 ist die Nutzung als Scheune und Stall belegt. 1984 erwarb die Stadt Frankfurt am Main die Nikolauskapelle, um sie zu restaurieren. Seit der Fertigstellung 1994 wird das Gebäude als Ort für weltliche Kulturveranstaltungen genutzt.

## Architektur
Im historischen Ortskern liegt die Nikolauskapelle an der Marktstraße innerhalb des ehemaligen Königshofs. Der verputzte Bau ist durch spätgotische Fenster gestaltet. Das Fischblasenmaßwerk der Fenster besteht ebenso wie die Ecksteine an den Gebäudekanten aus rotem Sandstein. Das spitze Dach ist mit roten Ziegeln gedeckt. Die dreijochige Saalkirche endet im Osten mit einem Dreiachtelschluss. Die Portale sind mit den Jahreszahlen 1524 und 1564 bezeichnet. Vom ehemaligen Rippengewölbe sind nur noch Rippenanschlüsse erhalten. Darüber befindet sich ein nachempfundenes Sterngewölbe mit Rippen aus Stahlträgern.